# フリンダース大学
フリンダース大学（フリンダースだいがく、英語: Flinders University ）は、1966年に設立されたオーストラリア南オーストラリア州アデレードにある公立大学である。校名の由来は、探検家マシュー・フリンダースからである。

## 学部
6つの学部がある。
- ビジネス・政府・法学部
- 教育学・心理学・社会福祉学部
- 人文社会科学部
- 医学・公衆衛生学部
- 看護・健康科学部
- 理工学部

## 著名な卒業生
- テレンス・タオ - 数学者
- スコット・ヒックス - 映画監督
- 毛利衛 - 宇宙飛行士
- ロドニー・ブルックス - ロボット研究者